# دودة قياسة
الدودة القَيَّاسة (بالإنجليزية: inchworm)‏ هي يسروع (المرحلة الثانية من تطور الفراشة) العثث الهندسية وقد سميت بذلك (inchworm) بسببٍ من طريقة مشيها؛ حيث إنها تتمسك بأرجلها الأمامية ثم تسحب المؤخرة، ثم تتمسك بأرجلها الخلفية لتصل إلى مكان أمامي أكثر، معطية الانطباع أنها بذلك تقيس الأرض.